# NGC 3950
NGC 3950 је елиптична галаксија у сазвежђу Велики медвед која се налази на NGC листи објеката дубоког неба.
Деклинација објекта је + 47° 53' 6" а ректасцензија 11h 53m 41,1s. Привидна величина (магнитуда) објекта NGC 3950 износи 15,7 а фотографска магнитуда 16,7. NGC 3950 је још познат и под ознакама MCG 8-22-30, PGC 37294.